# Ctenochauliodes digitiformis
Ctenochauliodes digitiformis är en insektsart som beskrevs av X.-y. Liu och Ding Yang 2006. Ctenochauliodes digitiformis ingår i släktet Ctenochauliodes och familjen Corydalidae. Inga underarter finns listade i Catalogue of Life.